# انریک کوزارت
انریک کوزارت (انگلیسی: Enric Cuxart؛ زادهٔ ۲۷ مارس ۱۹۶۷) بازیکن فوتبال اهل اسپانیا است.
از باشگاه‌هایی که در آن بازی کرده‌است می‌توان به باشگاه فوتبال الچه، باشگاه فوتبال اسپانیول، و باشگاه فوتبال رئال مورسیا اشاره کرد.